# Winter Challenge
Winter Challenge (Зимний Вызов) – компьютерная игра, спортивный симулятор Зимних Олимпийских игр. Несмотря на этот факт, игра была издана без какой-либо поддержки Международного Олимпийского комитета и других олимпийских организаций. Игра была выпущена для Sega Mega Drive и для DOS в 1991 году.

## Виды спорта, доступные в игре
- Санный спорт
- Скоростной спуск
- Лыжные гонки
- Бобслей
- Конькобежный спорт
- Гигантский слалом
- Биатлон
- Прыжки на лыжах с трамплина

## Режимы игры
В игре существует режим обучения, в котором можно принять участие в одном соревновании, в качестве одиночного игрока. После завершения можно пойти снова, вернуться в главное меню, или смотреть повтор вашего спортивного выступления.
Также существует режим турнира, в котором можно создавать до 10 игроков и играть за них.
Можно выбирать имя игрока, и страну, за которую он выступает (доступна сборная СССР).

## Игровой процесс
Большинство игр заключается в использовании стрелок для перемещения игрока, и кнопок В и С для выполнения определенных действий, таких как стрельба, бег и торможение. Оценки игрокам, как и в реальном спорте, назначаются в основном за время прохождения дистанции, за исключением прыжков с трамплина (за максимальное расстояние) и биатлон (за время и точность стрельбы).

## Внешние ссылки
- Games: Winter Challenge